# آدم وإيفا
آدم وإيفا (بالإنجليزية: Adam and Eva)‏ هو فيلم أبيض وأسود كوميدي أمريكي صامت إنتاج عام 1923 أخرجه روبرت فينولا وتم تعديله من قبل لوثر ريد من مسرحية جاي بولتون وجورج ميدلتون، من بطولة ماريون ديفيز وتي روي بارنز وتوم لويس وويليام نوريس وبيرسي أميس وليون جوردون ولويلا جير. تلعب ماريون ديفيز دور فتاة باهظة ، عندما يُفلس والدها ، تقوم بإصلاحات من خلال تعلم الحياة البسيطة وجعل مزرعة مشروعًا تجاريًا مزدهرًا. صدر الفيلم في 11 فبراير 1923 بواسطة شركة باراماونت بيكتشرز.

## طاقم التمثيل
- ماريون ديفيز بدور إيفا كينج
- تي روي بارنز بدور آدم سميث، بائع متجول بطل
- توم لويس بدور جيمس كينج
- ويليام نوريس بدور العم هوراس
- بيرسي أميس بدور اللورد أندرو جوردون
- ليون جوردون بدور كلينتون ديويت
- لويلا جير بدور جولي ديويت
- ويليام ب. ديفيدسون بدور الدكتور ديلاماتير
- إدوارد دوغلاس بدور اللورد أندرو
- برادلي باركر بدور معجب إيف
- جون باورز بدور معجب إيف
- هوراس جيمس بدور البستاني

## روابط خارجية
- آدم وإيفا  في قاعدة بيانات الأفلام على الإنترنت (بالإنجليزية)
- Synopsis على موقع أول موفي.